# Xaloztoc
Xaloztoc est une municipalité appartenant à l'État de Tlaxcala, au Mexique.